# هايدنهايم (بلدة)
هايدنهايم آن دير برينز (بالألمانية: Heidenheim an der Brenz) واختصارا هايدنهايم هي بلدة في ”بادن فورتمبيرغ“ في جنوب ألمانيا. وتقع على حدود بافاريا وتبعد قرابة 17 كم جنوب آلين (بالألمانية: Aalen) و33 كم شمال ألم (بالألمانية: Ulm). وهي مسقط رأس الجنرال الألماني إرفين رومل.

## توأمة
لهايدنهايم (بلدة) اتفاقيات توأمة مع كل من:
- سانت بولتن
- كليشي
- Döbeln [الإنجليزية]‏
- نيوبورت
- سيساك

## أعلام
- كريستوف يوحنا
- مارجاريته هانسمان
- بيرن نيريغ
- توماس شوكي
- والتر كاسبر